# 森林道路
林道是樹林中為便於机动车以及自行車通行而專門開闢的道路。好一點的森林道路上可能會铺有柏油。在许多地方，要在不違反森林管理法以及保護法的情況下才能開闢林道。 